# Cheilosia illustrata
Cheilosia illustrata es una especie de sírfido. Se distribuyen por el paleártico en Eurasia.